# 苏-57
苏-57（羅馬化：Sukhoy Su-57）是一款單座雙發動機設計的具匿蹤能力的屬第五代多用途戰機，它由俄羅斯联邦聯合航空製造公司旗下苏霍伊航空集团主導，在「未來戰術空軍戰鬥複合體」（俄语：Перспективный Авиационный Комплекс Фронтовой Авиации，ПАК ФА）計劃下研發及生產，苏霍伊公司內部編號T-50。Su-57是俄羅斯首款匿蹤戰機，設計指標包括超音速巡航、匿蹤、超機動、先進航電等，以应对上一代戰機及地面與海上的防空装备。它計劃用以取代俄軍MiG-29、Su-27等第四代戰機，預計服役35年。北約組織給予的代號為重刑犯（英語：Felon）。
2010年1月29日進行首次試飛，2010年2月6日和2月12日进行了第二次和第三次飞行。截至2010年8月31日，试飞17次，到11月中旬，總共已經进行了40次试飞。第二架原型机原定2010年底开始飞行试验，但被延遲到2011年3月。2017年，俄羅斯空軍官方公布正式編號定為Su-57（俄语：Су-57）。

## 發展

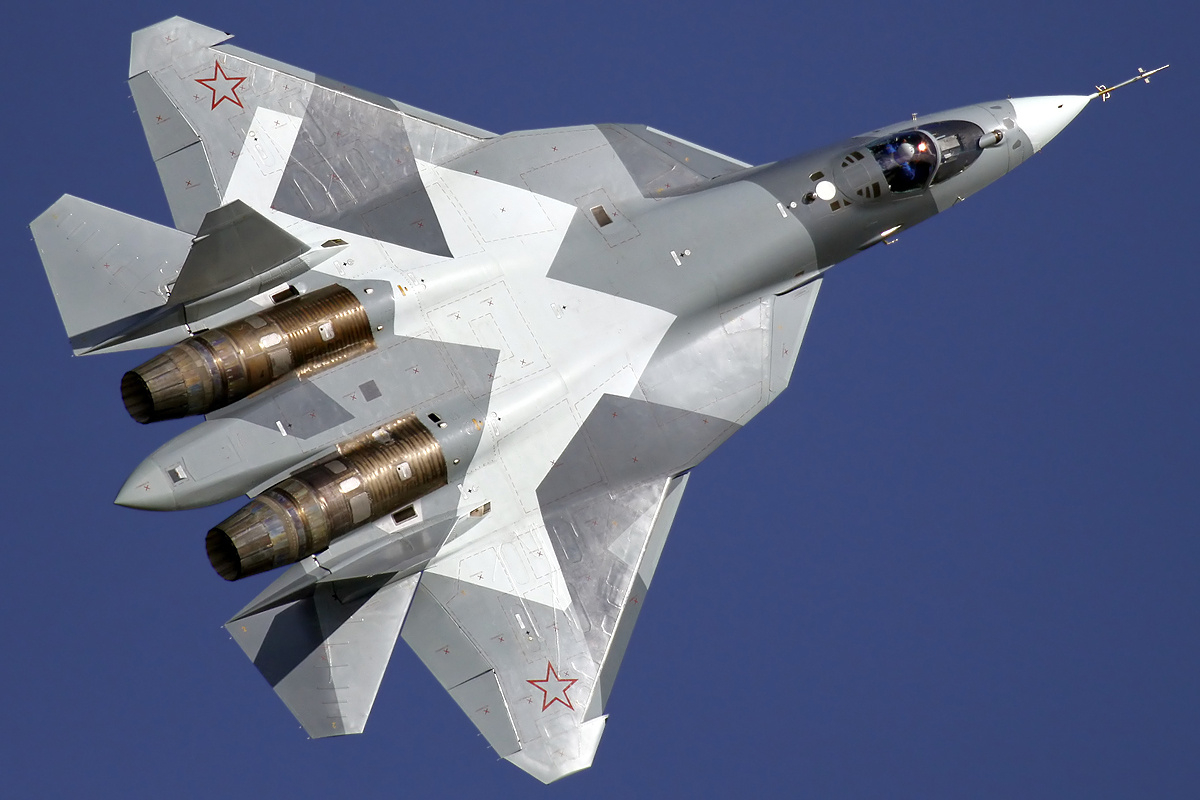
T-50原型机於2011航展倒飛

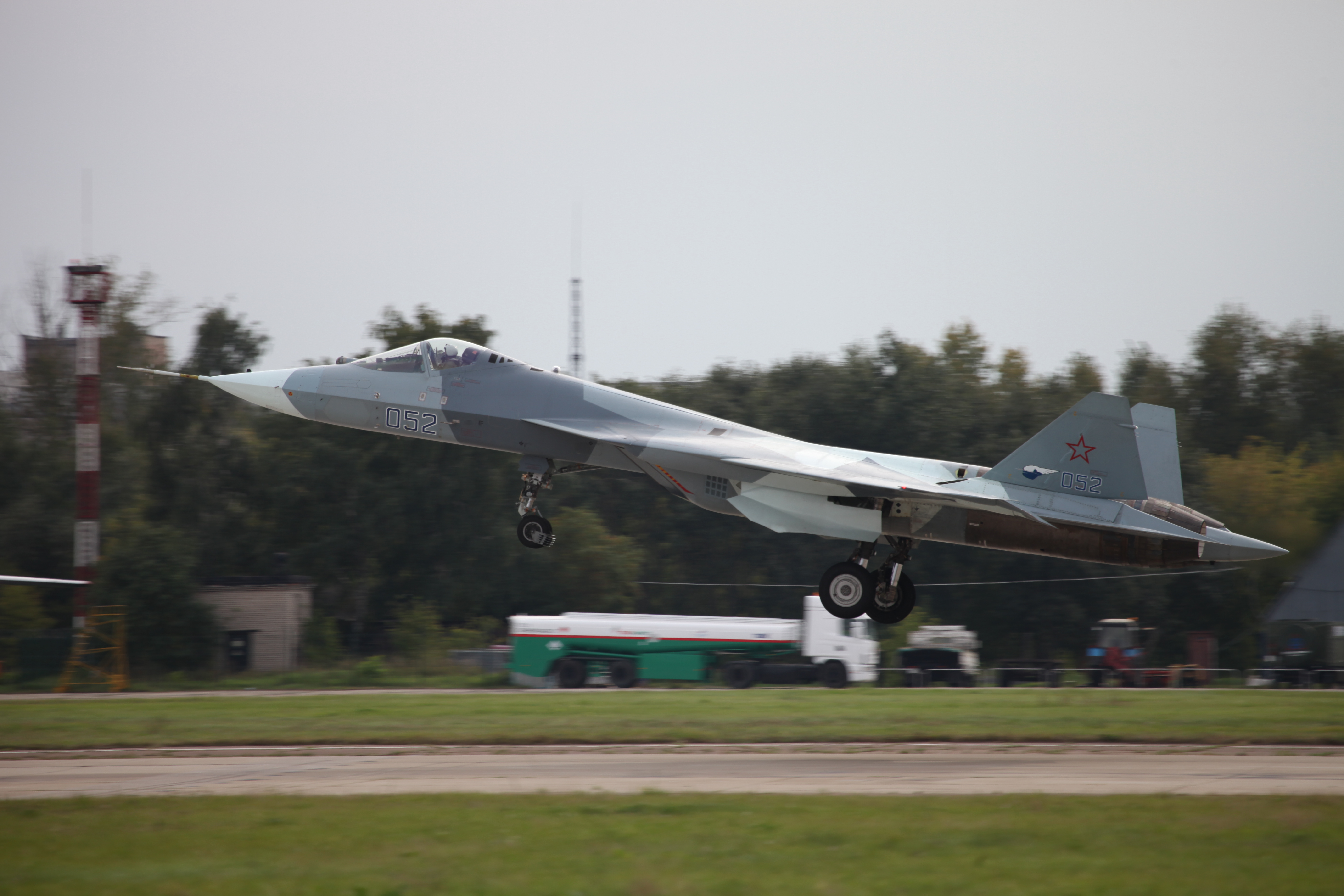
T50原型機起飛

約在70年代未、80年代初，蘇聯開始研發新一代戰機並預期能在90年代服役，此計劃名為I-90，新戰機要求有更大的對地攻擊能力並能同時取代當時的主力機種MiG-29和Su-27的空優角色，俄羅斯米格航空器集團設計出MiG 1.44，而並不積極的蘇霍則推出S-32計劃，當時蘇聯空軍揀選了MiG 1.44。其後蘇霍基於S-32制造出S-37，後改稱Su-47。由於蘇聯解體，MiG 1.44進程嚴重落後，原型機在2000年才試飛，比計劃中遲了9年。此時，相比於美國的F-22設計是顯得過時，MiG 1.44計劃終被取消。 
1998年俄羅斯重新制定第五代戰機的技術要求並推出新計劃“前線空軍的前瞻航空系統”(Perspektivny Aviatsionny,PAK FA)，並在2002年從蘇霍、米格、雅克列夫三家公司的候選設計中選定了蘇霍伊公司的T-50。
為降低技術風險、分散成本，同時填補新戰機服役前的戰力真空期，部份相關技術，例如推進、航電等都應用在Su-27上，成為Su-35S，因此可以說Su-35S是Su-57服役前的過渡性機種。
2007年8月8日，俄羅斯新聞機構引述俄羅斯空軍總司令亞歷山大·澤林T-50第一架原型機已經建造完成，飛行測試將會開始。2009年T-50的設計被官方正式認可，當時已有三架原型機。
T-50工程被當時工程師稱為飢餓工程，因俄羅斯軍方只能給科研部門提供20%的軍費支持。蘇霍伊公司當時只提供百分之四十的經費，還有餘下的百分之四十的經費，沒有著落。2012年后，俄罗斯国防部将购买首批10架评估试验机，然后在2016年后装备60架标准型号。而首批战机将配备现有的技术引擎。Su-57预期服役寿命为30–35年。

### 試飛状況
Su-57試飛時間原定為2007年，但由於技術問題，試飛時間延期，2009年8月，亞歷山大·澤林承認該問題與引擎有關，尚未解決，正進行技術研究。
尽管首飞日期多次延宕，但Su-57仍然于2010年1月29日在阿穆尔河畔共青城进行了首飞，第2架原型機於2011年3月3日進行了44分鐘的試飛。此兩架原型機都未裝上雷達及武器控制系統，至12年月3日，Su-57共進行了100次試飛，其後的9個月再進行多20次。第三架原型機於2012年8月試飛中開始進行對主動電子掃描雷達的測試。第四架原形機於2012年12月12日首飛，一個月後在莫斯科與其他飛機一起作飛行測試。2013年10月27日，第五架原型機開始試飛，但在2014年2月21日在降落後引擎起火並嚴重損壞，之後用當時仍未完成的第六架原型機的零件修復。2016年4月27日，第六架原型機首次試飛。
2018年2月下旬俄軍下令2架苏-57直接開往敘利亞戰場，在實戰環境下測試。

### 原型機列表
| 原型            | 編號 | 備註 |
| --------------- | ---- | --- |
| Т-50-0          | —    | 地面靜態測試用原型機 |
| Т-50-КНС        | —    | 綜合性測試用原型機 |
| Т-50-1          | 051  | 首架可飛行原型機，首飛日：2010年1月29日 |
| Т-50-2          | 052  | 第二架可飛行原型機，首飛日：2011年3月3日，第一架使用izdeliye 30引擎飛行的原型機：2017年12月5日                                                                             |
| Т-50-3          | 053  | 第三架可飛行原型機，首飛日：2011年11月22日，2012年成首架裝上AESA雷達的原型機，首次相關測試於2012年8月8日進行                                                               |
| Т-50-4          | 054  | 第四架可飛行原型機，首架裝備了完整航電的可飛行原型機，首飛日：2012年12月12日                                                                                               |
| Т-50-5/Т-50-5Ｒ | 055  | 第五架可飛行原型機，首飛日：2013年10月27日，2014年6月降落后起火嚴重損毀，拆解Т-50-6作零件修復後編號改為T-50-5R，於2015年10月16日開始試飛。2019年12月24日坠毁，飞行员幸存。 |
| Т-50-6          | —    | 拆解零件作維修T-50-5之用 |
| Т-50-6-1        | —    | 首架 第二階段原型機，地面靜態測試用 |
| Т-50-6-2        | 056  | 第六架 首架第二階段可飛行原型機，预先生产型，基本接近量产型性能，首飛日：2016年4月27日                                                                                     |
| Т-50-8          | 058  | 第七架（第二架第二階段）可飛行原型機，首飛日2016年11月17日 |
| Т-50-9          | 509  | 第八架（第三架第二階段）可飛行原型機，首飛日2017年4月24日，測試批量生產前最後版本航電                                                                                      |
| Т-50-10         | 510  | 第十架可飛行原型機，首飛日2017年12月23日，預計中最後一架原型機 |
| Т-50-11         | 511  | 第九架可飛行原型機，首飛日2017年6月8日，量產機身的測試版本 |

## 設計
Su-57是俄羅斯空軍操作的首架匿蹤戰機，雖然大部份有關Su-57的資料仍然是保密，俄軍方宣稱Su-57擁有匿蹤性能，超機動性能，能作超音速巡航飛行，配備主動電子掃描雷達及傳感器融合設計，能滿足下一代空戰、對地攻擊及反艦作戰等任務的需要。

### 機身設計與氣動佈局

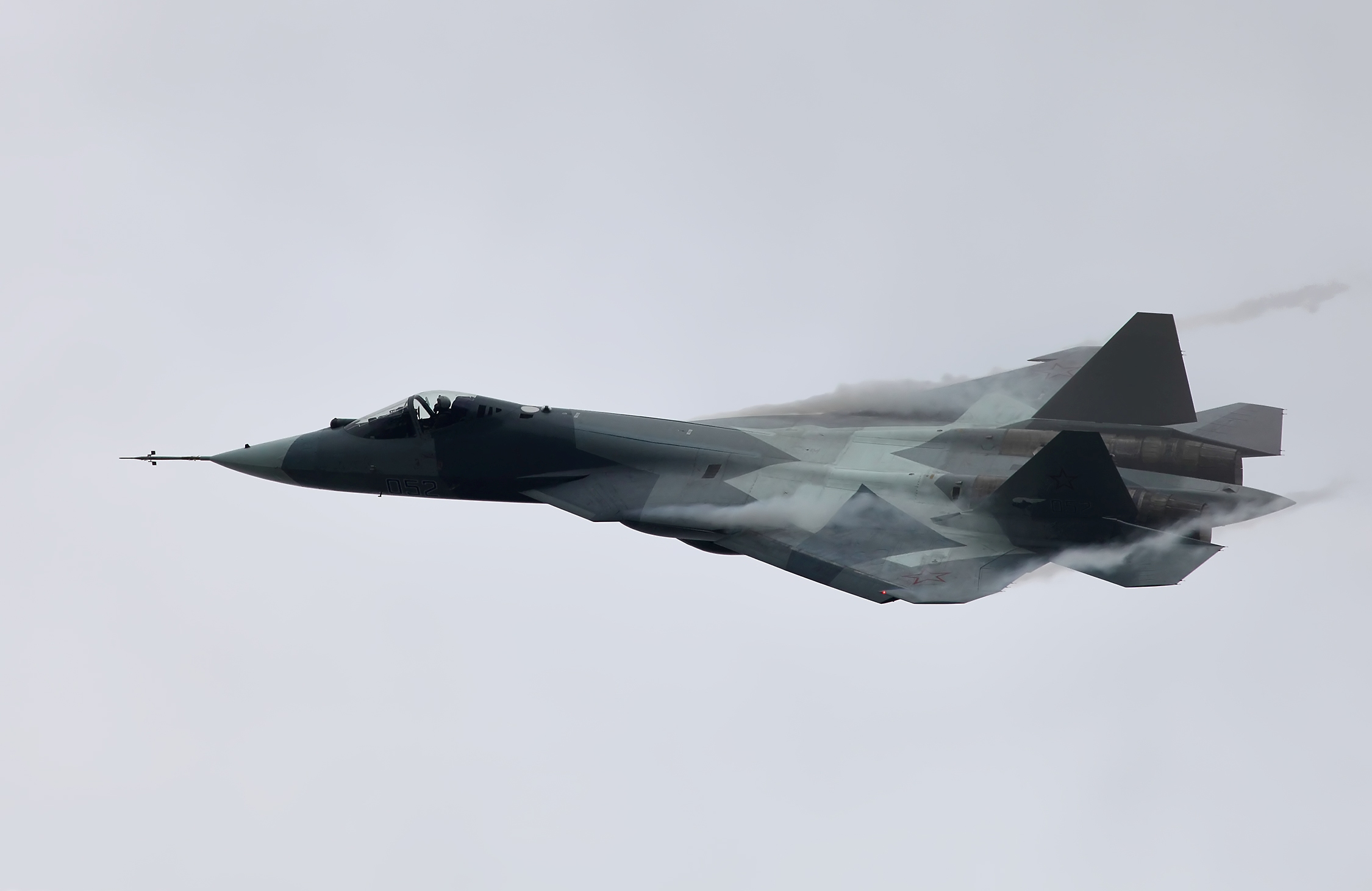
T50原型機渦流

Su-57機體為翼身融合設計，水平及垂直安定面(尾翼)皆為全動式，該機設有翼前緣渦流控制器(LEVCON)，用作控制前緣根延伸面(LERX)所產生的渦流，以調整及改善於高攻角狀態下的性能，包括在需要時(例如向量控制失靈時)於失速裝態下快速改出。當中垂直安定面能大幅度內轉成為空氣制動器。俄方報章報導，Su-57的匿蹤性能比美國的F-22低，以換取比F-22更高的機動性，其中一個相關的設計就是其LEVCON。引擎備有推力向量控制系統，配合先進飛行控制系統，Su-57可以做出高機動性及高攻角機動，例如普加喬夫眼鏡蛇機動。
整機大量採用複合材料，佔機身總重25%，覆蓋70%表面面積。鈦合金佔75%機體重量。機鼻雷達罩在前部稍微變平，底邊為水平，為的是將它的反尾旋性能最優化。Su-57的引擎分別置於與機身相連的引擎室（與Su-27系戰機類似）。作為降低機身雷達反射截面積及氣動阻力，Su-57的兩個內置武器艙以前後配置，置於機身中軸，位於兩個引擎室之間，估計每個武器艙有4.9-5.1m長。

未來Su-57會換裝產品30發動機，結合先進氣動佈局，使Su-57能進行超音速巡航，即不開啟後燃器情況下以超音速飛行。加上高載油量，超音速航程可達1,500km，是Su-27的兩倍。
Su-57是以複合材料、氣動佈局、抑制引擎特徵等手段以達至低雷達、光學及紅外線特徵，但是並未達至如F-22般的隱形能力，分析員卡羅科普認為，Su-57在完全發展後其隱形能力可以到達至F-35的水準，但具有較佳的氣動性能。

### 匿蹤性能
與其他匿蹤戰機，例如F-22一樣，Su-57的機身、機翼前緣對齊以降低雷達散射截面（RCS）。翼的前緣、後緣、控制面及蒙皮的鋸齒狀邊位的角降經小心排列協調，以減少會產生雷達回波的方向。機載武器收納在機身內的武器艙。天線嵌入了蒙皮表面，以保持匿蹤所需外表。並只容許自身使用的雷達頻率通過。設計時考慮過S形進氣道，以完全遮擋引擎葉片，但最後選用了彎曲的進氣道，遮擋大部份的引擎風扇，餘下的扇葉加裝在進氣道的雷達波阻隔网遮擋，使得風扇在所有方向都完全隱蔽，進氣道也以吸波物料覆蓋。位於駕駛艙右前方的紅外線搜索與追蹤器在不使用時轉至背向前方，只有在使用時才露出。一般飛行時會背向前方，露出以吸波物料覆蓋的背部。機身採用了雷達波吸收材料以減少雷達回波。駕駛艙艙蓋加上了導電塗層，機身組件間的空隙以導電物料密封，以減低雷達回波。
由於大量使用聚合物及複合材料，部件數量比Su27減少4倍，同時較輕及易於生產。駕駛倉倉蓋以複合材料制成，並加是70-90nm厚的金屬氧化物，能改善吸波能力達30%，同時減少紫外線及熱輻射對讓駕駛員的影響。
在2019年的莫斯科国际航空航天展览会中，有參觀的人覺得，即使用了鉚釘，Su57的做工仍比一般俄制戰機精細。第二生產批次的Su-57，其蒙皮的精度相比原型機有所改善。
Su-57的設計著重前半部的匿蹤效果，大部份降低回波的設計都是置於前方，相比F-22，較不強調後半部的匿蹤能力。綜合機身結構、佈局設計、雷達吸波材料等，Su-57的雷達截面積只是Su-27的約1/30。專利文件表述T-50原型機的雷達截面積是 0.1-1 m2。
絕大部分匿蹤戰機（包括F-22）的情況相同，Su-57的低可偵測性只對高頻雷達有效（介乎3-30GHz），此類雷達多為機載雷達。由瑞利散射及共震，低頻雷達，例如氣象雷達或預警雷達多能發現所有大小如Su-57這類目標。這類雷達較重及大型，較易受擾亂器影響，精準度也較低。

### 武器

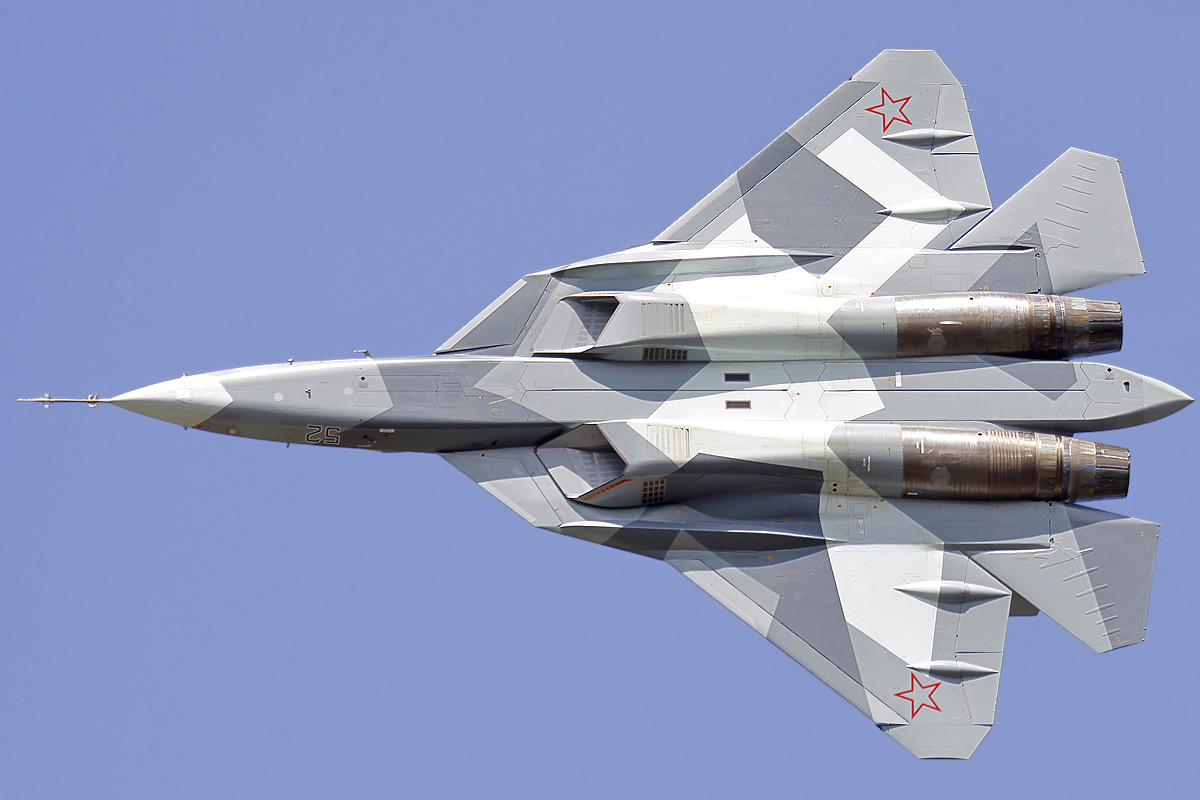
T-50原型機的兩引擎中間為武器彈艙

Su-57最大武器攜載量為7,500kg，有一門GSh-30-1 30毫米機炮、兩個內置式彈艙，估計每個尺寸4.5～4.7m x 1-1.1m，預計能攜帶的武器為：Kh-35UE超音速反艦導彈、Kh-38ME、Kh-58UShKE反輻射導彈、RVV-MD中程空對空飛彈、X-59M2和X-69两种空射巡航导弹。每個彈艙可裝兩枚Izdeliye 810超長程空對空飛彈，多枚Izdeliye 180超視距空對空飛彈，又或多枚K74或K30短程空對空導彈。
對地方面，每個彈艙可裝載兩枚KH38M或KH58 USHK空對地導彈，多枚250-500kg精確導引炸彈（每個彈艙最多10枚）又或一枚1500kg炸彈。外露式掛架可以裝兩枚射程400km+的反預警機武器。其他的可能性甚至有BrahMos隱身超音速巡航導彈。
除此以外，俄羅斯軍方預定在2020年後搭載小型反飛彈用之化學雷射發射器，現今仍處於實驗狀態。

### 航空電子設備

#### 雷達

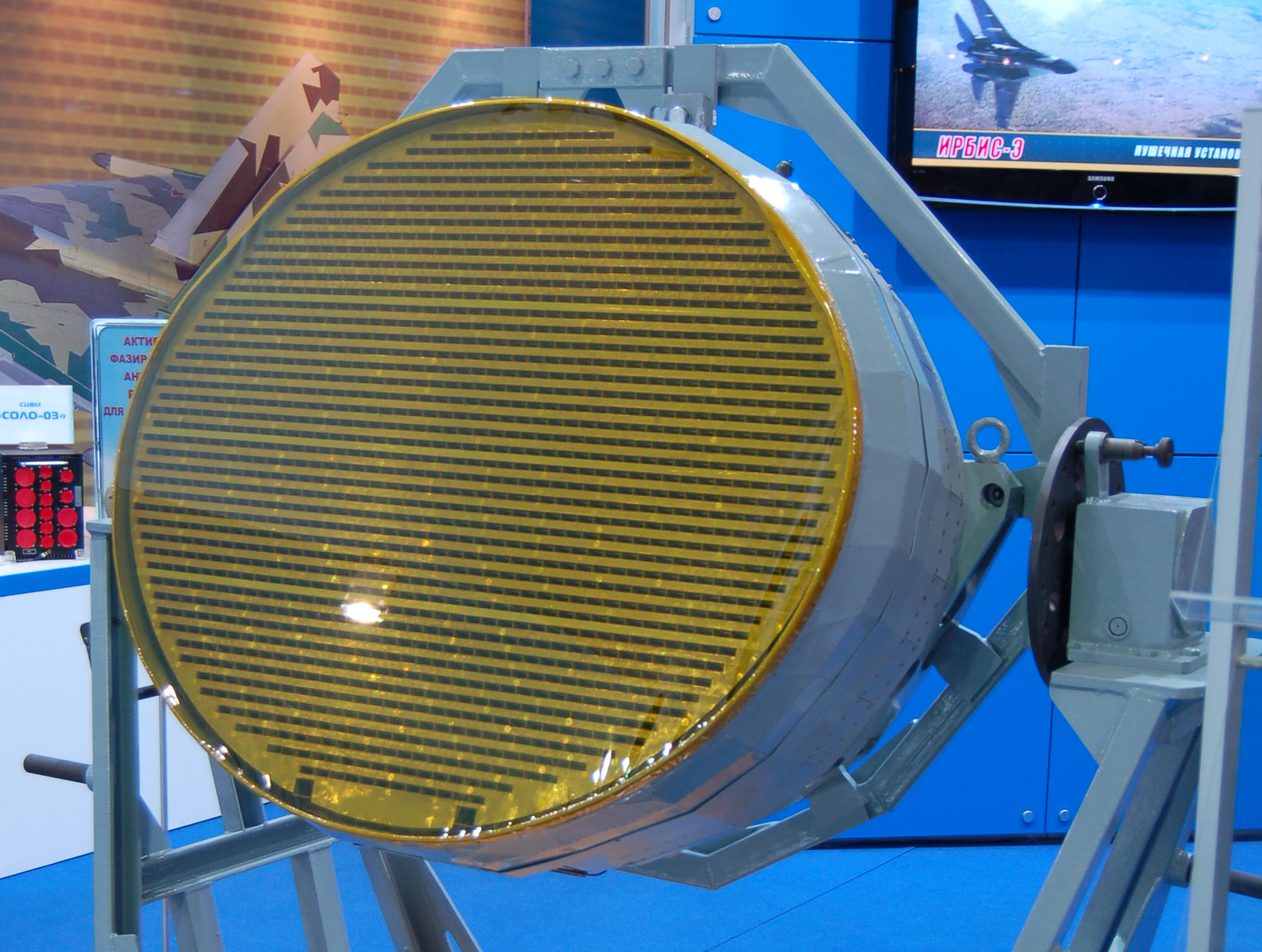
機頭的相控陣列雷達

Su-57的主要航空電子系統是Sh121多功能整合無線電電子系統(MIRES)及101KS Atoll 光電子系統。 
Sh121包括了N036 Byelka雷達系統及L402 Himalayas 電戰反制系統，由Tikhomirov NIIP Institute研發，該系統內包括有位於機鼻整流罩內以1552個非等距排列收發模組成的 N036-1-01 X波段主動電子掃描雷達 ，兩部位於前機身兩側用作側視，以358個收發模組成的  N036B-1-01 X波段主動電子掃描雷達 ，以增加覆蓋角度。另有兩部位於翼前緣伸延內的 N036L-1-01 L波段收發器，除配合N036Sh Pokosnik 以提供敵我識別功能外，也同時有電子作戰功能，具备甚长基线干涉测量能力，可以对接收到的雷达波束进行精密定位，实施防空压制。以上雷達、傳感器的資訊會由 N036UVS 電腦、處理器處理。
根據廠方消息，新雷達可以減低飛行員的工作負荷，並有新的資料鏈能把偵測到的資訊與區內其他友機、預警機及地面控制系統分享，實現A射B导——一架飞机引导，另一架飞机或地导部队开火，极大拓展苏-57战斗机四机编队的火力范围，提升作战效率。該系統於2012年安裝在第三架T-50原型機作地面測試。
L402 Himalayas 電戰反制系統由KNIRTI研發，除使用雷達所得訊息外，也有自身的感測列陣，其中一個位於機背兩引擎之間。該系統於2014年裝配上機。
光電子系統101KS Atoll 由UOMZ提供，當中包括位於右舷駕駛艙前方 101KS-V 紅外線搜索與追蹤系統，其感測器可以同時感測、識別及追踪多個空中目標。而位於前機背的 101KS-O 紅外線反制系統則可以以激光反制反制紅外線導引導彈。另外也整合了 101KS-U 紫外線飛彈接近警告感知器及 101KS-N 導航及目標標定器。
在2017年4月，聯合航空製造公司（UAC）公佈新一代整合式航電系統已開始飛行測試，新系統名為整合式模組化電子作戰系統（IMA BK）（ИМА БК），以取代在2004設計用於Su-35的舊系統。新系統仍在研發階段，現已有超過4百萬行程式碼，使用俄國自行研制多核心處理器及實時作業系統。新系統使用光纖傳輸數據，速度達8Gbit/s（傳統銅線只有~100Mbit）。新系統能自動偵測、分辨、追踪最大威脅的目標，並向機師提出對敵方案建議。

#### 機身結構監測系統
在2017年舉行的莫斯科國際航空航天展覽會，Foundation for Advanced Research Projects（FPI）展示了一套基於生物神經系統原理設計的機身結構監測系統以改善飛行安全，此系統經光纖連到對機械影響敏感的機身綱絡，能實時監測機身中複合材料部份的結構狀況，並預計餘下壽命。此系統能實時監察機體結構狀況，因此可以免去昂貴的定期檢查，從而降低維修保養成本，部份也能適時更換，因此提高了飛行安全。FPI曾以模擬PAK FA機體作示範，當複合材料受外壓變形時，影響會即時在螢幕是顯示。

#### 忠诚僚机
2024年，俄军1架苏-57指挥1架S-70「獵人」（Okhotnik）匿蹤無人戰鬥機在克拉玛托尔斯克乌军控制区附近測試時故障，為免技術泄密，苏-57以近距離空空導彈將S-70擊毀。

### 駕駛艙

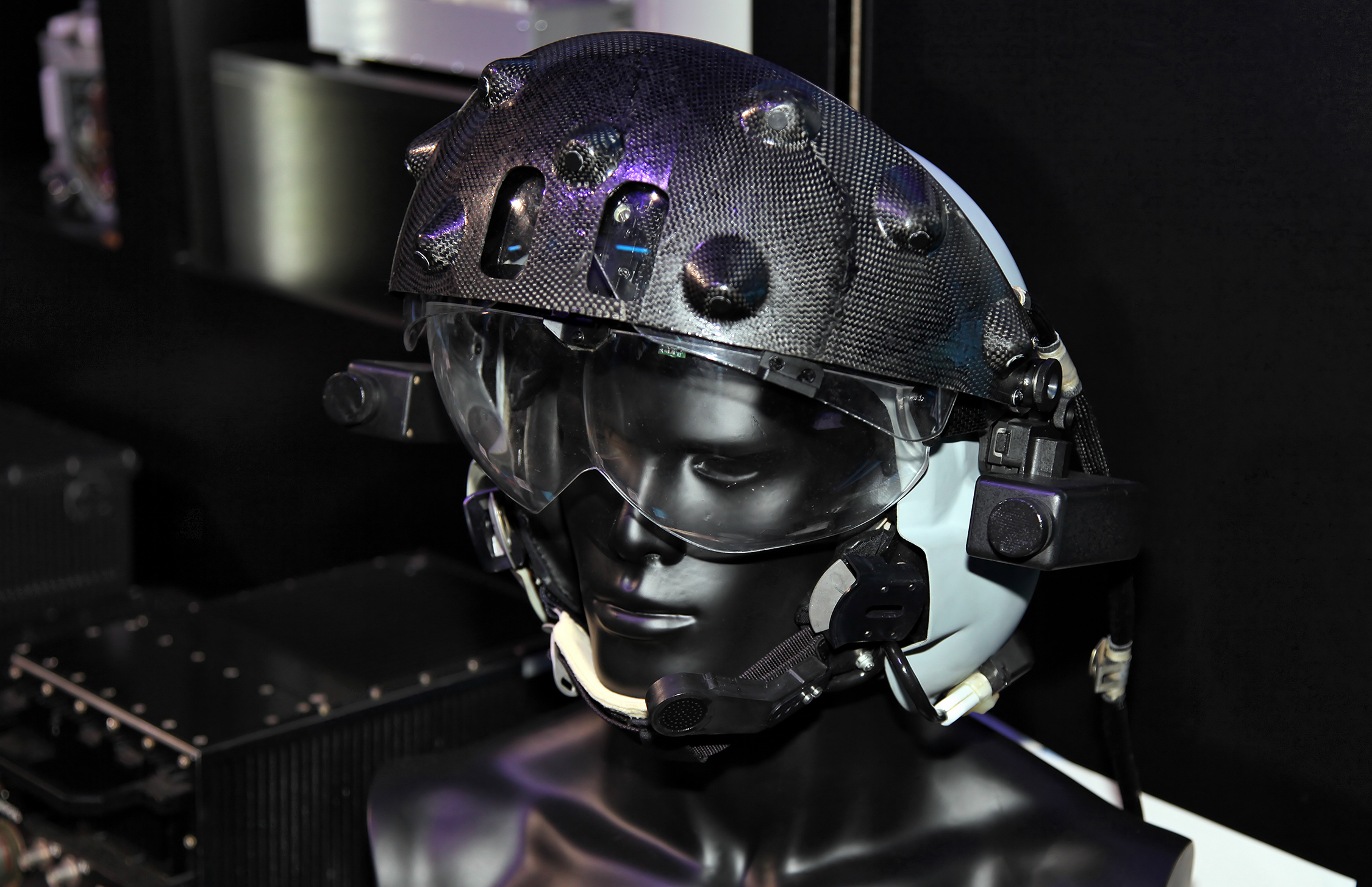
NSTsI-V 頭盔式瞄準及顯示器

Su-57使用數位化座艙，有兩部38cm (15吋)的主多功能LCD顯示器，與Su-35S所用的相近。圍繞駕駛員的還有3部較小的控制台顯示器。正前方有一廣角抬頭顯示器(30°x 20°)，另有由 Moscow-based Geofizika-NV 提供全新設計的 NSTsl-V 頭盔式瞄準及顯示器，安裝在ZSh-10頭盔上。基本控制界面是操縱桿及一對節流閥，座艙罩是二段式設計，打開時後段往後滑動，蓋有塗層以增加匿蹤性能。
彈射座椅是以60°角傾斜的幾何可變適應彈射椅NPP Zvezda的 K-36D-5，維生系統使用SOZhE-50，具有抗過G及氧氣產生功能，可無限量供應氧氣給飛行員。整個系統使飛行員可以作30秒的9G機動。另有新的壓力衣VKK-17，使飛行員需要時可在23km高空彈射逃生。

### 引擎
至投產初期，Su-57會使用NPO Saturn 的 izdeliye 117（AL-41F1）引擎作為過渡性裝備。此過渡性引擎是大幅改良自AL-31F，與Su-35S所使用的 Saturn 117S 有著密切關係。該引擎軍用推力93.1kN，後燃推力147kN，重1420kg，推重比為10.5:1，足以讓T-50能作超音速巡航。使用數位全權發動機控制系統，以改善機動性及操控性。備有三維向量噴嘴，有助飛行的偏航、俯仰及滾轉控制。進氣道為可變式進氣道設計，以增加超音速飛行時的效率，並兼作防止外物損傷的裝置。izdeliye 117也對減少RCS及紅外線訊號在設計上作出考慮。
計劃中，自2020年開始，Su-57將採用全新設計的引擎 izdeliye 30。NPO Saturn 及MMPP Salyut正爭奪成為此引擎的供應者。新引擎將有較大的推力，但耗油量則與引擎117相若，而且具更高可靠性及更低成本。新引擎的設計指標：軍用推力達107kN，後燃推力176kN。該引擎於2011年開始研發，計劃於2014年開始測試，2017年開始於Su-57上作飛行測試。更換新引擎時機體只需輕微修改。改進後的型號為Su-57M。

## 採購状况
2010年10月，俄羅斯聯合航空製造公司表示在年底前可能與印度簽訂設計草案協議。印度空軍總參謀長早先表示採購該飛機的費用為250億美元左右，并且也在Su-57合作項目內投入不少資金，但2018年经过评估后印度认为苏-57战机隐身性能比美国的要差，航空电子设备，雷达和传感器不符合第五代战斗机标准，并正式宣布取消苏霍伊/HAL FGFA项目。
2011年莫斯科MAKS航展上，T-50原型機雙機進行了飛行表演。
据俄罗斯《军工信使》周刊4月29日报道，俄罗斯新一代隐形歼击机遭遇严重灾难，政府将大幅削减T-50计划项目支出。不久前俄國空军还计划在2010年代末装备52架现代化隐形战机Su-57，至少曾有这样的打算。但是现在看来，Su-57似乎遇到了较大的困难，可能大幅减少计划生产的飞机数量。有关Su-57飞机遇到某些问题的初步迹象出现在2015年3月。3月24日负责武器装备事务的俄罗斯副防长鲍里索夫表示，军方因為新的造艦計劃和輕戰機計劃同時進行而預算不足，將來會盡所能的購買，並不一定會是原定的52架。
2016年1月，據俄羅斯空軍總司令维克多·邦达列夫所述，在所有試驗完成後，Su-57將在2017年開始大量生產。俄羅斯國防部副部長尤里·鮑里索夫在2017年4月提及，因為使用新引擎及有更多測試項目，Su-57將在2018年才開始服役，而這是國家軍備採購項目之一，實際採購數量仍未確定。
2018年7月，俄罗斯副总理尤里·鮑里索夫表示，俄第五代战机Su-57的测试工作正按照计划进行，最近會将首批2架交付俄罗斯空军；按照俄羅斯2018年至2025年国家军备计划，将采购首批12架Su-57战机。8月，罗斯联合航空制造集团公司总裁尤里·斯柳萨里表示，该集团今年入秋前将与国防部签署关于供应一批Su-57的合同。
2018年8月，俄國防部簽署了在2020年前接收2架蘇-57的合約，因此第一架蘇-57可望在2019年交付部隊。
俄羅斯總統佛拉迪米爾·普丁在索契舉行的國防工業發展問題會議上指出，原本國家軍備計劃是在2027年前為俄軍採購16架蘇-57，不過得益於各方的努力和生產成本的降低，軍方與生產廠商決定把採購數量提高至76架，相關合約將會在近期簽署完畢。普丁還強調，必須在2028年之前讓空軍的3個航空團完全換裝蘇-57。

## 諸元
基本信息
- 机组：1人
- 向量推進：範圍：-20°至+20°；噴口轉速度：30°/s（上下左右4方向），燃油載量10,300kg

性能
- 推重比：

T-50 三视图

  - AL-41F1: 1.02（1.19 一般任務負重）
  - izdeliye 30: 1.16（1.36 一般任務負重）
- 最大過載 G-load: +9.0 g

武器

- 機炮：1×30 mm GSh-30-1機炮，備彈150發
- 掛架：內部6個，外部6個[11][12][13]
- 導彈：
  - 空對空：
    - 4×R-77M
    - 2×K-74M2

  - 空對地：
    - 4× Kh-38M（英语：Kh-38M） 或 4×  或 8× KAB-250 或 4× KAB-500
    - 2× K-74M2 或 2× izdeliye 300

  - 空對海：
    - 4× Kh-35
    - 2× K-74M2 或 2× izdeliye 300

  - 反輻射飛彈：
    - 4× Kh-58UShKE

  - 外部掛架：
    - Kh-31
    - R-73
    - R-77

## 使用者
- 俄羅斯

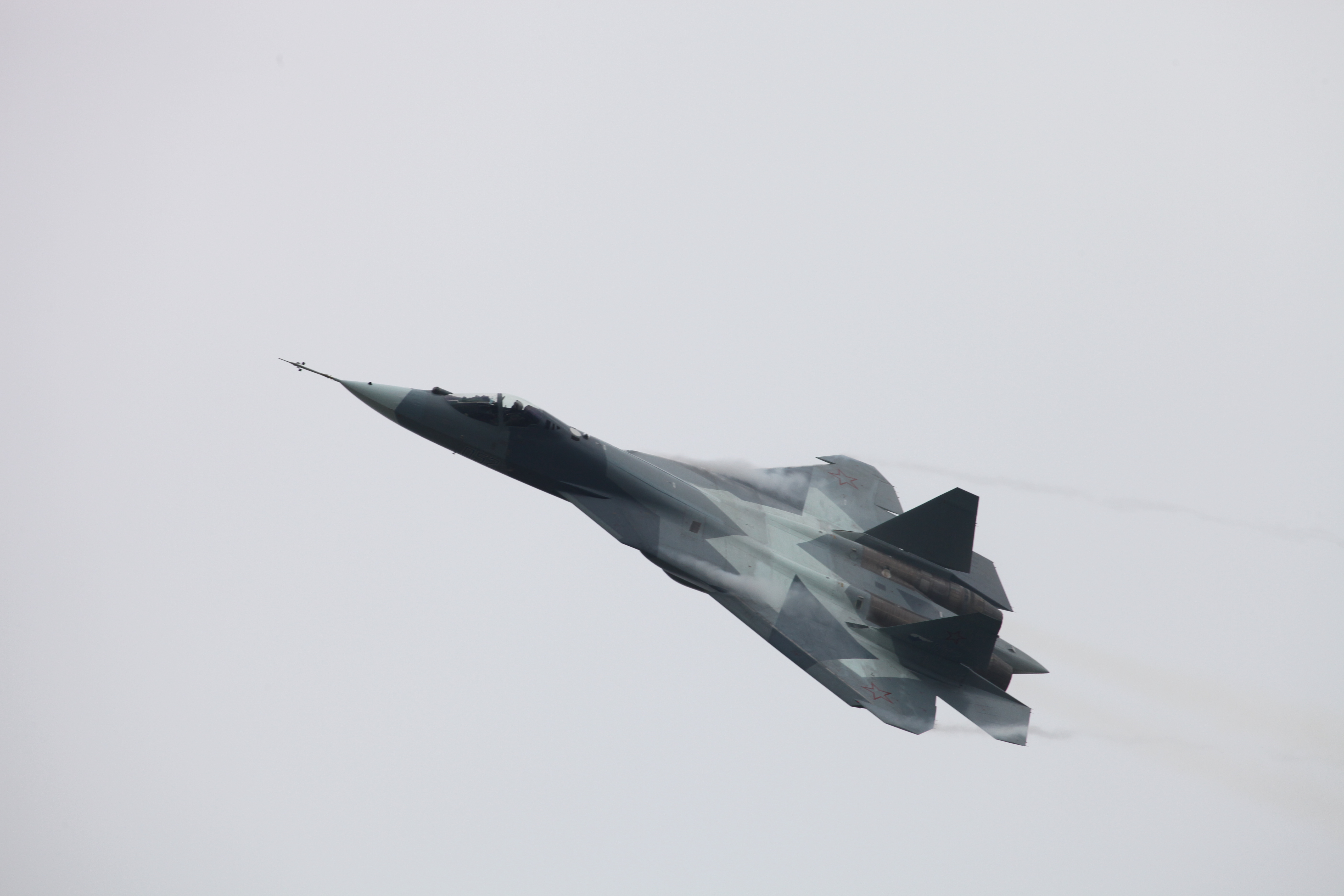
第五代的Su-57戰鬥機

  - 俄羅斯空天軍：2018年俄羅斯空軍計畫以2份合約購買15架Su-57[50][51][52][53] [54]，當中有2架已訂購[55]；截至2019年訂購總數合計已達76架，俄軍於2020年12月26日接收了首架Su-57，全數訂單則預計在2028年完成交付[56][57]。截至2022年12月，已有10架戰機在服役中[9]。

### 潛在買家
- 阿尔及利亚
  - 阿爾及利亞空軍：阿爾及利亞數年前就已傳出有意採購，但直至2024年11月中國大陸珠海航展期間，俄方透露已和未公開國家簽約，並於印度航展期間宣布，今年開始向外國用戶交付Su-57。如果證實是銷往阿爾及利亞，也使Su-57成為F-35戰機之後，第2款取得外銷實績的第5代戰機。
- 印度[58]

## 部署
2018年2月8日，俄羅斯國防部副部長尤里·鮑里索夫在被訪中證實首階段的測試已經完成，「作戰測試」按計劃如期進行，首批12架的合約將在2018年簽訂。
2018年2月21日，兩架Su-57被發現降落在敘利亞的赫梅明空軍基地，在未入役前提早進行短期部署，被指是要在前線進行戰鬥測試。三日後，又有多兩架Su-57到達同一基地。共青團真理報記者尤·巴哈奈茲引述消息指，Su-57出色地完成在東古塔的任務。2018年3月1日，俄羅斯國防部長謝爾蓋·紹伊古證實，兩架Su-57在敘利亞完成了兩日的測試，當中包括在作戰測試中監察武器的運作參數。
2018年7月，俄羅斯利佩茨克航空中心主任尤里·苏什科夫表示，该中心专业人员近期將會開始接裝Su-57。
2020年12月25日，空軍接收了首架Su-57，本机開始正式服役。
2022年4月，Su-57战斗机參與俄烏戰爭，主要采取四机编队参与作战。

### 事故
- 2014年6月10日，一架T-50原型機T-50-5在著陸時發生故障，機身起火，隨後火苗被撲滅。
- 2019年12月24日，首架生产序列号51001的量产型Su-57戰機在阿穆爾河畔共青城郊外墜毀，飛行員彈射逃生，此次事故也拖延了Su-57交付給空軍的時程，直至隔年的12月25日空軍第4战术训练中心才接收了首架量產型Su-57（實際為第2架出廠的量產機）。

### 戰損
- 烏克蘭國防部發布消息，指於2024年6月8日擊毀一架停泊在阿赫图宾斯克空军基地（英语：Akhtubinsk (air base)），距離戰鬥前線589公里的Su-57原型机。烏克蘭國防部发布的衛星圖像中可见爆炸造成的彈坑以及襲擊造成的明顯火痕[68]。路透社引述俄罗斯一名军事自媒体称，该架苏57被无人机袭击造成的爆炸弹片击中[69]。俄方有媒体引述俄消息人士话称，乌军三架无人机试图袭击该地的军用机场，但被防空火力摧毁，卫星图像上的痕迹为无人机残骸，机场、地面人员和飞机未受损[70]。乌克兰国防部人士透露，本次无人机袭击或已造成两架苏-57受损，并已造成俄军人员伤亡。俄罗斯国防部承认遭到乌军此次袭击，但未回应苏-57是否受损[71]。

### 俄罗斯入侵乌克兰
2022年5月，俄罗斯消息来源声称，苏-57战斗机在俄罗斯入侵乌克兰开始后两到三周被投入使用，在乌克兰防空系统活动区域外发射导弹打击目标， 就像其他主要被限制在俄罗斯领空活动的俄军飞机一样。
2022年6月，俄新社报道称，四架联网协同工作的苏-57在乌克兰上空执行SEAD任务，用于识别和摧毁乌克兰防空系统。消息人士还指出，其低雷达可探测性已在实战中得到验证。
2022年10月19日，时任俄罗斯在乌武装力量总指挥的俄罗斯陆军上将谢尔盖·苏罗维金声称，苏-57在乌克兰战争中已被用于空对空和空对地任务，并且在这两种任务中都取得了战果。随后，一些俄罗斯消息来源称苏-57使用远程R-37导弹击落了一架乌克兰Su-27战斗机和一架Su-24攻击机。 然而，尽管一些苏-57部署在利佩茨克和阿赫图宾斯克空军基地用于开发和试验，但关于其参战的声称尚未出现确凿证据。 2022年12月下旬的商业卫星图像显示，有五架苏-57部署在距离乌克兰约500公里的阿赫图宾斯克空军基地。
2024年2月18日，一架由两架苏-35战斗机护航的苏-57使用隐形的Kh-69巡航导弹对乌克兰目标发动了导弹袭击。该机在卢甘斯克州上空活动。
2024年5月，乌克兰消息来源报道称，俄罗斯加强使用苏-57战斗机打击乌克兰境内目标。据报道，空袭是从库尔斯克、布良斯克和被占领的卢甘斯克州的空域发动的，使用了最新的Kh-69巡航导弹。
2024年6月9日，乌克兰国防部情报总局声称，在对阿斯特拉罕州阿赫图宾斯克空军基地的袭击中，使用无人机损坏或摧毁了两架俄罗斯苏-57战斗机。 几个与俄罗斯军方有关的Telegram频道证实了这次袭击，并称至少一架苏-57被弹片损坏，同时也批评了该机缺乏防护机库。 俄罗斯的Telegram频道“Fighterbomber”补充了有关此次袭击的进一步信息，称该机状态正在检查中，这将决定其是否能够修复。 Maxar Technologies的卫星图像显示阿赫图宾斯克基地一架苏-57旁边有一个弹坑。
2024年10月5日，一架苏-57使用空对空导弹在乌克兰境内、乌克兰战线后方约10英里（16）处故意击落了一架失控的俄罗斯S-70“猎人”-B无人机。
根据《国家利益》杂志2024年11月的报道，俄罗斯一直不愿将苏-57投入实战，但随着俄罗斯战机损失速度超过补充速度，俄罗斯可能会发现有此需要。

## 流行文化

### 電影
- 2022年 - 《捍衛戰士：獨行俠》：劇中某「流氓國家（影射伊朗）」即將製成核子武器，促使美軍予以「先制打擊」；該國空中武力除與本機型特徵雷同的「第五代戰機」外，尚有老舊的 F-14雄貓式戰鬥機。
- 2023年 - 《流浪地球2》：剧中UEG空軍俄羅斯機師諾夫的座驾，在太空电梯危机中，与歼-20等战机一同拦截被黑客入侵的无人机。

### 电子游戏
- 2013年 - ：以俄軍隱形战機之姿出現，命名為Su-50，可能是由於DICE判斷該機是蘇霍伊設計局的產品而如此得名；但使用20毫米機炮（預設）和25毫米機炮（解鎖後），這點和現實配置的武器不同，直到最後才是現實配置的30毫米機炮（解鎖後），類似的情況亦出現在歼-20战斗机上。
- 2011年 - 《空戰奇兵：突击地平线》：Su-57是可駕駛機種之一。
- 2019年 - 《空戰奇兵7 未知天際》：為可駕駛機種之一，命名為SU-57，其機腹彈艙可以打開，亦能裝備雷射武器。
- 2021年 - 《戰地風雲2042》以俄方戰機出場，命名為Su-57重罪犯，使用25毫米機炮（預設），這點和現實配置不同，最後才是現實中的30毫米機砲（解鎖後）

## 相關
相关开发
- Su-27
- Su-30
- Su-35
- Su-57

类似型号
- J-20
- F-22
- YF-23
- F-35

## 外部連結
- Su-57 （页面存档备份，存于）（英文）
- Т-50 （页面存档备份，存于）（俄文）
- Т-50 ПАК ФА （页面存档备份，存于）（俄文）
- Perspective multirole fighter Su-57E （页面存档备份，存于）（英文）